# 에어로포스테일

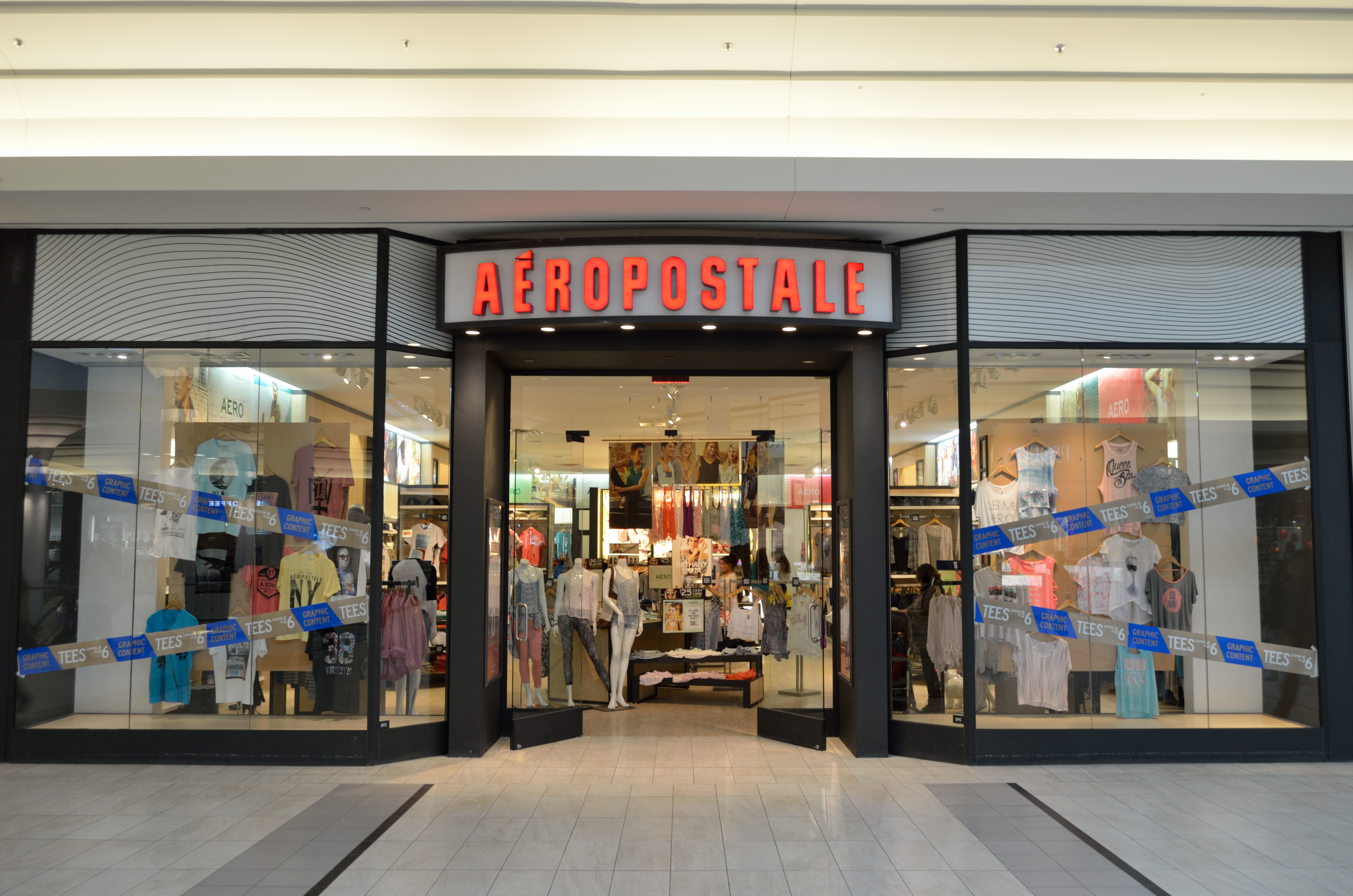
2015년에 온타리오주의 어느 쇼핑센터에 문을 연 에어로포스테일 매장은 1년 후 문을 닫았다.

에어로포스테일(Aéropostale, Inc. 또는 AERO) 또는 에어로포스탈은 1987년에 설립된 미국의 캐주얼 의류 브랜드이다. 애버크롬비 & 피치, 아메리칸 이글 아웃피터스와 함께 미국의 3대 캐주얼 브랜드로 불린다.

## 같이 보기
- 애버크롬비 & 피치
- 아메리칸 이글 아웃피터스